# Huaca del Sol
 (novembre 2016).
Si vous disposez d'ouvrages ou d'articles de référence ou si vous connaissez des sites web de qualité traitant du thème abordé ici, merci de compléter l'article en donnant les références utiles à sa vérifiabilité et en les liant à la section « Notes et références ».
La huaca del Sol est un bâtiment situé au Pérou, près de la ville de Trujillo, ayant la forme d'une pyramide à degrés. Il fut construit par les Moches qui en firent probablement un grand centre administratif. Elle est voisine d'une construction similaire, la huaca de la Luna.

## Étymologie
L'expression huaca del Sol tient une origine mixte : le mot huaca est un mot quechua signifiant, dans le cas présent, un lieu de culte généralement attribué par les Incas aux autres cultes que celui d'Inti, le Soleil. Sol désigne pourtant justement le Soleil en espagnol. La huaca del Sol serait donc le temple du Soleil. Mais comme pour sa sœur la huaca de la Luna, cela n'a rien à voir avec la réalité du temps des Moches et il y a même une double erreur à cela : les Moches ne vénéraient absolument pas le Soleil, ni d'ailleurs la Lune, mais d'autres divinités dont la plus importante est le dieu Ai-Apaec. Et d'autre part, cette « huaca » n'était pas un lieu de culte. Le terme de « temple du Soleil » fut inventé par les colons espagnols au cours du XVIe siècle, lesquels ne différenciaient pas toujours la culture Inca des autres cultures précolombiennes. La culture Moche s'étant éteinte il y a 1 300 ans sans avoir laissé la moindre trace écrite, nous n'avons aucun moyen de retrouver le nom antique de cette structure.

## Construction

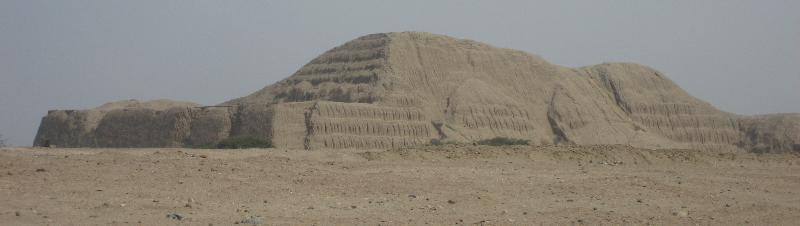
Autre photo de la huaca del Sol.

L'édifice est construit entièrement avec des briques d'adobe, matériau de construction le plus courant dans cette région. Il se situe à l'opposé de la huaca de la Luna par rapport à l'antique ville de Moche. On estime que de la même façon que pour la huaca de la Luna, sa construction démarra autour de l'an 100 apr. J.-C., c'est-à-dire quasiment dès l'apparition de la culture Moche, et continua tout au long de l'existence de cette culture, jusqu'aux environs de l'an 700, avec un nouvel étage ajouté à la structure peut-être tous les siècles. Cependant, son mauvais état de préservation ne permet pas d'affirmer cela avec certitude, d'autant qu'aucune fouille archéologique n'a encore débuté, contrairement au cas de la huaca de la Luna. 
Aujourd'hui, la pyramide compte 5 niveaux construits eux-mêmes sur une base rectangulaire de 228 mètres sur 136. La base elle-même se compose de 3 étages. L'ensemble s'élève à 41 mètres de haut, dont 23 mètres pour la pyramide et 18 pour sa base. On estime que 143 millions de briques d'adobe furent nécessaires pour sa construction. C'est le plus grand édifice connu des Amériques construit en adobe.
Malheureusement, la huaca del Sol a beaucoup souffert à travers les siècles. Le phénomène El Niño en premier lieu, est responsable d'une partie de sa dégradation comme pour beaucoup d'autres monuments précolombiens de la côte. Une grande partie de la pyramide a aussi été détruite par les Espagnols en détournant le cours du fleuve Moche. On craint également que les huaqueros (pilleurs de huacas) aient déjà volé beaucoup d'objets et pièces d'art que pourrait renfermer la huaca.

## Rôle
La huaca del Sol tenait probablement lieu de centre administratif de la ville de Moche et de l'ensemble du royaume. On pense qu'elle servait de mausolée et de palais pour la famille régnante, et les personnages les plus importants de la ville vivaient à proximité de la huaca.